# Ambassade du Canada au Pérou
L'ambassade du Canada au Pérou est la représentation diplomatique du Canada au Pérou et en Bolivie. Ses bureaux sont situés dans la capitale péruvienne, Lima.

## Mission
Cette ambassade est responsable des relations entre le Canada et le Pérou et offre des services aux Canadiens en sol péruvien.
L'ambassade dessert également la Bolivie, où elle possède un bureau à La Paz,.

## Histoire
Les relations diplomatiques entre le Pérou et le Canada sont établies le 29 janvier 1944. L'ambassade du Canada est établie le 21 octobre 1944.

## Ambassadeurs
Cette représentation diplomatique canadienne est dirigée par un chef de mission qui porte le titre d'ambassadeur extraordinaire et plénipotentiaire.
| #   | Nom                                       | Titre | Nomination        | Lettres de créance | Fin de l'affectation |
| --- | ----------------------------------------- | ----- | ----------------- | ------------------ | -------------------- |
| 1er | Jean François Léon Henri Laureys          | AEP   | 21 juin 1944      | 21 octobre 1944    | novembre 1946        |
| 2e  | Freeman Massey Tovell                     | CA    | novembre 1946     | -                  | 21 juin 1947         |
| 3e  | James Alexander Strong                    | AEP   | 18 mars 1947      | 21 juin 1947       | mai 1949             |
| 4e  | James Murray Cook                         | CA    | mai 1949          | -                  | 27 septembre 1950    |
| 5e  | Joseph Jacques Janvier Émile Vaillancourt | AEP   | 10 février 1950   | 27 septembre 1950  | -                    |
| 6e  | Donald Harry Cheney                       | CA    | janvier 1955      | -                  | 13 septembre 1958    |
| 7e  | Evan Benjamin Rogers                      | AEP   | 23 juin 1955      | 18 août 1955       | 25 janvier 1958      |
| 8e  | Alfred John Pick                          | AEP   | 26 juin 1958      | 13 septembre 1958  | 3 avril 1962         |
| 9e  | Freeman Massey Tovell                     | AEP   | 27 septembre 1962 | 7 novembre 1962    | 19 octobre 1965      |
| 10e | Joseph François-Xavier Houde              | AEP   | 2 septembre 1965  | 7 décembre 1965    | 5 août 1970          |
| 11e | Pierre Edgar Joseph Charpentier           | AEP   | 18 juin 1970      | 12 octobre 1970    | 11 août 1972         |
| 12e | Pierre L. Trottier                        | AEP   | 4 septembre 1973  | 17 octobre 1973    | 6 juillet 1976       |
| 13e | Ormond Wilson Dier                        | AEP   | 27 mai 1976       | 24 novembre 1976   | 25 août 1979         |
| 14e | Jean-Yves Grenon                          | AEP   | 4 avril 1979      | 24 octobre 1979    | 20 août 1982         |
| 15e | Michael Richard Bell                      | AEP   | 29 juillet 1981   | 6 octobre 1981     | juin 1985            |
| 16e | Keith Arthur Bezanson                     | AEP   | 7 août 1985       | 6 septembre 1985   | avril 1988           |
| 17e | Margaret Anne Charles                     | AEP   | 11 août 1988      | 26 septembre 1988  | -                    |
| 18e | James Darrell Leach                       | AEP   | 12 septembre 1990 | 19 septembre 1990  | -                    |
| 19e | Anthony Vincent                           | AEP   | 11 février 1992   | 9 mars 1994        | 18 juin 1997         |
| 20e | Graeme C. Clark                           | AEP   | 10 juillet 1997   | 19 août 1997       | 27 août 2001         |
| 21e | Hugues Rousseau                           | AEP   | 16 juillet 2001   | 28 septembre 2001  | 15 août 2004         |
| 22e | Geneviève des Rivières                    | AEP   | 9 août 2004       | 28 août 2004       | -                    |
| 23e | Richard Lecoq                             | AEP   | 4 juillet 2008    | 8 janvier 2009     | -                    |
| 24e | Patricia Fortier                          | AEP   | 8 novembre 2012   | 13 décembre 2012   | 2015                 |
| 25e | Gwyneth Kutz                              | AEP   | 31 juillet 2015   | 21 janvier 2016    | septembre 2019       |
| 26e | Ralph Jansen                              | AEP   | 26 août 2019      | 23 octobre 2019    | -                    |